# Ди-џеј Милинка
Милинка Микаела Радишић (Џакарта, 10. новембар 1978), позната као Ди-џеј Милинка (инд. DJ Milinka), а раније и као Миз Милинка (инд. Miz Milinka), индонежанска је музичарка српско-ачинског порекла.

## Биографија
Милинка је рођена 10. новембра 1978. у Џакарти. Њен отац Петар Радишић рођен је у Горњем Милановцу, тада Краљевини Југославији. Бежећи од Другог светског рата, преко Аустрије и Немачке побегао у Индонезију. Како је изгубио свој југословенски пасош, није могао да се врати у Србију, те се раних седамдесетих година 20. века преселио у Џакарту и оженио Ачинком Аде Хеленом Хак. С њом има троје деце — Миладина, Теодору и најмлађу Милинку којој је дао име своје мајке.
Милинка припада мултикултуралној породици. Она је српско-ачинског порекла и католикиња по вероисповести. Њена мајка је муслиманка са Ачеха, а њен отац Србин православац. Њена сестра удата је за Балинежанина, па је хиндуисткиња по вероисповести. Радишићева се 2005. удала и у браку са Кинезом исте године добила ћерку. Тренутно је разведена самохрана мајка.

## Каријера
Милинка је каријеру започела као брокер на берзи. Затим је радила и у адвертајзинг агенцији. Међутим, како јој је све то убрзо досадило, почела је да се бави обрадом музике. Заправо, први пут се у јавности појавила 2004. када је учествовала у финалу такмичења Мис Индонезије. Њена музичка каријера почиње у новембру 2005. са оснивањем женског бенда Електрик Барбарелас (инд. Electric Barbarellas — електричне Барбареле). Бенд је био дуо који су чиниле Милинка и Девина Росанди, познатија као Делижос Девина (инд. Delizious Devina). Група се распала у октобру 2007.
Након растанка са Росандијевом, Радишићева је основала пројекат House of Dance Music, чешће скраћено ХДМ (енгл. HDM). Циљ пројекта је проналажење младих талената који би могли бити одлични диск-џокеји. Милинка сваког лета одлази на турнеју кроз Европу и Азију. Лета 2008. отишла је на прву турнеју. Том приликом је наступала на шпанској Ибици, у швајцарском Цириху, вијетнамском Ханоју, малезијској Куали Лумпур, а крајем децембра у немачком Лару. Милинка је издала албум Velvet Marble, као и пет синглова — Full Moon, Light, Serbian Mob, My Sunrise и најпознатији No Time For This!
Сем као ди-џеј, Милинка ради и као фото-модел за модне брендове Адидас и Гес, телевизијска водитељка и организаторка разних догађаја. Између осталог, организује и месечне хуманитарне кампање посвећене борби против ХИВ-а. Србију је први пут посетила пред православни Божић, јануара 2012, а други пут на лето исте године. Рођаке у Београду код којих је одсела пронашла је путем интернета. Најзапаженији наступи одржани током њених посета Србији су на Егзиту током друге посете јула 2012, као и наступ на Гуарана фоум фесту септембра исте године.

## Награде
- Фаналисткиња Мис Индонезије 2004. (Finalis Puteri Indonesia 2004)[12]
- Најбољи ди-џеј новајлија 2006. (Best Rookie DJ 2006 — Paranoia Award)[12]
- Најбољи млади ди-џеј 2007.[12]
- Најбољи женски ди-џеј 2007.[12]